# 諾斯鎮區 (堪薩斯州伍德森縣)
诺斯鎮區（英語：North Township）是位於美國堪薩斯州伍德森縣的一個行政鎮區。

## 地方資料
诺斯鎮區的面積為166.82平方千米，當中陸地面積為165.72平方千米，而水域面積為1.10平方千米。根據2010年美國人口普查的數據，當地共有人口61人，而人口密度為每平方千米0.37人。

## 外部連結
- US-Counties.com
- City-Data.com （页面存档备份，存于）